# Abilkhan Kasteev
Abilkhan Kasteev (em cazaque: Әбілхан Қастеев) (14 de janeiro de 1904—2 de novembro de 1973) foi um pintor do Cazaquistão. 
Kasteev nasceu em uma pequena aldeia na região de Taldykorgan e estudou no estúdio de arte Nadezhda Krupskaya em Almaty. Através do seu trabalho, forneceu grande contribuição às artes plásticas e à cultura do Cazaquistão
Ele pintou mais de mil quadro em óleo e aquarela. Algumas de suas obras estão em exibição na Galeria Estadual Tretyakov, no Museu Estatal de Arte das Nações do Leste, no Museu Central da Revolução da URSS pela Ordem de Lenin em Moscou e no Museu Estadual das Belas Artes do Cazaquistão (que posteriormente foi renomeado Museu do Estado de Artes A. Kasteyev), e nos outros museus do país.
Ele foi altamente premiado, ganhando o Artista Nacional do SSR do Cazaquistão e o Prêmio do Estado de Chokan Valikhanov da SSR do Cazaquistão. Ele recebeu, também, a Ordem da Revolução de Outubro e duas Ordens da Bandeira Vermelha do Trabalho.